# Lira turca
La lira (en turco: Türk lirası) es la moneda de curso legal de Turquía y de la República Turca del Norte de Chipre. Su código ISO 4217 es TRY y se divide en 100 kurush (en turco: kuruş). El emisor es el Banco Central de la República de Turquía.

## Primera lira, 1844-2005
En 1844 se introdujo por primera vez la lira. Sustituyó al kuruş como unidad monetaria principal, pasando a ser una subdivisión de la lira. El para también siguió utilizándose, teniendo la equivalencia de 40 para = 1 kuruş. Hasta la década de 1930, las monedas se acuñaban con inscripciones en alfabeto árabe, utilizando پاره para el para, غروش para el kuruş y ليرا para la lira. En occidente, el kuruş era conocido como "piastra", a la vez que en Francia a la lira se la llamaba "libra" (en francés: livre).
Entre 1844 y 1881 la lira se basaba en dos sistemas: por una parte equivalía a 6,61519 gramos de oro puro, o 99,8292 gramos de plata pura. En 1881 se adoptó el patrón de base en oro hasta 1914. Con la Primera Guerra Mundial, Turquía abandonó el sistema del oro y vio cómo la lira perdió su valor hasta principios de la década de 1920.
Tras varios periodos de fijación a la libra esterlina y al franco francés, en 1946 la lira se fijó al dólar estadounidense con una tasa de cambio de 2,80 TRL = 1 USD. Esta paridad se mantuvo hasta 1960, cuando la moneda se devaluó a 9 liras por dólar. Desde 1970 se han sucedido varias tasas de cambio mientras la lira iba perdiendo su valor.
Debido a la inflación crónica acontecida en Turquía desde la década de 1970 hasta la década de 1990, la lira ha experimentado una severa depreciación en lo que al valor se refiere. Turquía había tenido altas tasas de inflación comparadas a otros países en vías de desarrollo, pero nunca ha sufrido la hiperinflación. Desde las 9 liras por dólar que se cambiaban en 1960, en 2001 un dólar llegó a cambiarse por 1,65 millones de liras. Este incremento de la inflación representa un crecimiento del 38% anual.
En sus últimos años, la lira turca logró estabilizarse e incluso su valor creció frente al dólar o al euro. El Guinness Book of Records clasificó a la lira turca como la moneda menos valorada de todo el mundo entre 1995 y 1996 y, de nuevo, en 1999 hasta 2004. El valor de la lira se ha deslizado hasta tal punto que una lira de oro original podría venderse aproximadamente por 120 millones de liras anteriores a la revaluación de 2005.

### Monedas
Entre 1844 y 1855 se introdujeron las primeras monedas de 1, 5, 10, 20 y 40 para, ½, 1, 2, 5, 10, 20 kuruş y ¼, ½, 1, 2½ y 5 liras. Las denominaciones en para se acuñaron en cobre, los kuruş en plata, y las liras en oro. La producción de monedas de 1 para fue discontinua en 1859, cesando la producción de las denominaciones más altas de cobre en 1863 y 1879. En 1899 se introdujeron monedas de 5 y 10 para de vellón seguidas, en 1910, de 5, 10, 20 y 40 kuruş de níquel en 1910. La producción de monedas de plata y oro finalizó como consecuencia de la I Guerra Mundial.
En 1922 y 1923, se introdujo un nuevo sistema monetario compuesto de monedas de 100 para de bronce-aluminio, 5 y 10 kuruş de bronce-aluminio y 25 kuruş de níquel. Esta serie fue la última en llevar inscripciones árabes.
En 1934, se acuñó una moneda de oro de 100 kuruş, seguida por una nueva serie de monedas al año siguiente consistente en 1 kuruş de cuproníquel, 5 y 10 kuruş de plata y 50 kuruş y 1 lira también de plata. Entre 1940 y 1942 se acuñaron monedas de 10 para de bronce-aluminio, y fueron las últimas monedas de esta denominación. El latón sustituyó a la plata en las monedas de 25 kuruş en 1944, e introduciendo nuevos tipos de 1, 2½, 5, 10 y 25 de latón entre 1947 y 1949. La producción de monedas de 50 kuruş y 1 lira de plata fue discontinua en 1948, acuñándose finalmente 1 lira de cuproníquel en 1957.
Entre 1958 y 1963, se introdujeron 1, 5 y 10 kuruş de bronce, y 25 kuruş, 1 y 2½ de acero seguidos, en 1971, de monedas de 50 kuruş de acero, y 5 liras de acero en 1974. El aluminio sustituyó al bronce en 1975. Estas monedas se emitieron hasta 1980.
| Denominación    | Emisión     | Metal | Diámetro (mm) | Peso (g) | Anverso                                                   | Reverso                                                                           |
| --------------- | ----------- | ----- | ------------- | -------- | --------------------------------------------------------- | --------------------------------------------------------------------------------- |
| 1 Kurush        | 1961 - 1963 | Latón | 14,10         | 1,00     | Creciente lunar - TÜRKİYE CUMHURİYETİ - Rama de roble     | 1 KURUŞ - Rama de olivo - año de acuñación                                        |
| 1 Kurush        | 1963-1974   | Cu+Zn | 14,10         | 1,00     | Creciente lunar - TÜRKİYE CUMHURİYETİ - Rama de roble     | 1 KURUŞ - Rama de olivo - año de acuñación                                        |
| 1 Kurush        | 1975-1977   | Al    | 14,10         | 0,40     | Creciente lunar - TÜRKİYE CUMHURİYETİ - Rama de roble     | 1 KURUŞ - Rama de olivo - año de acuñación                                        |
| 5 Kurush        | 1958-1974   | Cu+Zn | 17,00         | 2,00     | Creciente lunar - TÜRKİYE CUMHURİYETİ - Rama de olivo     | 5 KURUŞ - Rama de roble - año de acuñación                                        |
| 5 Kurush        | 1975-1977   | Al    | 17,00         | 0,80     | Creciente lunar - TÜRKİYE CUMHURİYETİ - Rama de olivo     | 5 KURUŞ - Rama de roble - año de acuñación                                        |
| 10 Kurush       | 1958-1974   | Cu+Zn | 21,00         | 4,00     | Creciente lunar - TÜRKİYE CUMHURİYETİ - Rama de roble     | 10 KURUŞ - Espiga de trigo - año de acuñación                                     |
| 10 Kurush       | 1975-1977   | Al    | 21,00         | 1,40     | Creciente lunar - TÜRKİYE CUMHURİYETİ - Rama de roble     | 10 KURUŞ - Espiga de trigo - año de acuñación                                     |
| 25 Kurush       | 1959-1978   | Acero | 22,60         | 4,00     | Mujer transportando un ánfora - TÜRKİYE CUMHURİYETİ       | 25 KURUŞ - Espigas de trigo y ramas de olivo - Creciente lunar - año de acuñación |
| 50 Kurush       | 1971-1979   | Acero | 25,00         | 6,00     | Mujer vestida con el traje regional - TÜRKİYE CUMHURİYETİ | 50 KURUŞ - Espigas de trigo y ramas de olivo - Creciente lunar - año de acuñación |
| 1 Lira Turca    | 1959-1980   | Acero | 27,00         | 8,00     | Atatürk - TÜRKİYE CUMHURİYETİ                             | 1 LİRA - Espigas de trigo y ramas de olivo - Creciente lunar - año de acuñación   |
| 2½ Liras Turcas | 1960-1980   | Acero | 30,00         | 9,00     | Atatürk - TÜRKİYE CUMHURİYETİ                             | 2½ LİRA - Espigas de trigo y ramas de olivo - Creciente lunar - año de acuñación  |
| 5 Liras Turcas  | 1974-1979   | Acero | 32,50         | 11,00    | Jinete montando a caballo - TÜRKİYE CUMHURİYETİ           | 5 LİRA - Espigas de trigo y ramas de olivo - Creciente lunar - año de acuñación   |

En 1981, con la inflación creciendo, se introdujeron monedas de 1, 5 y 10 liras de aluminio. Posteriormente se añadieron denominaciones más altas: 20, 50 y 100 liras en 1984, 25 liras en 1985, 500 liras en 1988, 1.000 liras en 1990, 2.500 liras en 1991, 5.000 liras en 1992, 10 000 liras en 1994, 25.000 liras en 1995, 50.000 y 100.000 liras en 1999, y 250.000 liras en 2002. Algunas de estas monedas, vieron reducido su tamaño o la cantidad de metal debido a la inflación.
| Denominación                                               | Emisión   | Metal | Diámetro (mm) | Peso (g)  | Anverso                                         | Reverso                                                                           |
| ---------------------------------------------------------- | --------- | ----- | ------------- | --------- | ----------------------------------------------- | --------------------------------------------------------------------------------- |
| 1 Lira Turca                                               | 1981-1989 | Al    | 17,20         | 1,10      | Atatürk - TÜRKİYE CUMHURİYETİ                   | 1 LİRA - Espigas de trigo y ramas de olivo - Creciente lunar - año de acuñación   |
| 5 Liras Turca                                              | 1981-1983 | Al    | 21,00         | 1,70      | Jinete montando a caballo - TÜRKİYE CUMHURİYETİ | 5 LİRA - Espigas de trigo y ramas de olivo - Creciente lunar - año de acuñación   |
| 5 Liras Turcas                                             | 1984-1989 | Al    | 21,00         | 1,70      | Atatürk - TÜRKİYE CUMHURİYETİ                   | 5 LİRA - Espigas de trigo y ramas de olivo - Creciente lunar - año de acuñación   |
| 10 Liras Turcas                                            | 1981-1983 | Al    | 25,00         | 2,40      | Atatürk - TÜRKİYE CUMHURİYETİ                   | 10 LİRA - Espigas de trigo y ramas de olivo - Creciente lunar - año de acuñación  |
| 10 Liras Turcas                                            | 1984-1989 | Al    | 25,00         | 2,40      | Atatürk - TÜRKİYE CUMHURİYETİ                   | 10 LİRA - Espigas de trigo y ramas de olivo - Creciente lunar - año de acuñación  |
| 20 Liras Turcas                                            | 1984-1989 | Cu+Ni | 23,50         | 6,70      | Atatürk - TÜRKİYE CUMHURİYETİ                   | 20 LİRA - Espigas de trigo y ramas de olivo - Creciente lunar - año de acuñación  |
| 25 Liras Turcas                                            | 1985-1989 | Al    | 27,00         | 2,80      | Atatürk - TÜRKİYE CUMHURİYETİ                   | 25 LİRA - Espigas de trigo y ramas de olivo - Creciente lunar - año de acuñación  |
| 50 Liras Turcas                                            | 1984-1987 | Cu+Ni | 26,80         | 9,00      | Atatürk - TÜRKİYE CUMHURİYETİ                   | 50 LİRA - Espigas de trigo y ramas de olivo - Creciente lunar - año de acuñación  |
| 50 Liras Turcas                                            | 1988-1994 | Latón | 18,75         | 3,30      | Atatürk - TÜRKİYE CUMHURİYETİ                   | 50 LİRA - Espigas de trigo y ramas de olivo - Creciente lunar - año de acuñación  |
| 100 Liras Turcas                                           | 1984-1988 | Cu+Ni | 29,60         | 11,00     | Atatürk - TÜRKİYE CUMHURİYETİ                   | 100 LİRA - Espigas de trigo y ramas de olivo - Creciente lunar - año de acuñación |
| 100 Liras Turcas                                           | 1988-1994 | Latón | 20,75         | 4,10      | Atatürk - TÜRKİYE CUMHURİYETİ                   | 100 LİRA - Espigas de trigo y ramas de olivo - Creciente lunar - año de acuñación |
| 500 Liras Turcas (Quinientas Liras Turcas)                 | 1989-1997 | Latón | 23,75         | 6,10      | Atatürk - TÜRKİYE CUMHURİYETİ                   | 500 LİRA - Espigas de trigo y ramas de olivo - Creciente lunar - año de acuñación |
| 1000 Liras Turcas                                          | 1990-1994 | Latón | 25,50         | 8,10      | Atatürk - TÜRKİYE CUMHURİYETİ                   | 1000 LİRA - Espigas de trigo - Creciente lunar - año de acuñación                 |
| 1000 Liras Turcas                                          | 1995-1997 | Latón | 17,00         | 3,00      | Atatürk - TÜRKİYE CUMHURİYETİ                   | 1000 LİRA - Espigas de trigo - Creciente lunar - año de acuñación                 |
| 2500 Liras Turcas (Dos Mil Quinientas Liras Turcas)        | 1991-1997 | Latón | 27,50         | 9,30      | Atatürk - TÜRKİYE CUMHURİYETİ                   | 2500 LİRA - Rama de plátano - Creciente lunar - año de acuñación                  |
| 5000 Liras Turcas                                          | 1992-1994 | Latón | 28,75         | 10,30     | Atatürk - TÜRKİYE CUMHURİYETİ                   | 5000 LİRA - Tulipanes - Creciente lunar - año de acuñación                        |
| 5000 Liras Turcas                                          | 1995-1999 | Latón | 19,50         | 6,00 3,50 | Atatürk - TÜRKİYE CUMHURİYETİ                   | 5000 LİRA - Tulipanes - Creciente lunar - año de acuñación                        |
| 10000 Liras Turcas                                         | 1994-1998 | Latón | 23,50         | 9,75 6,75 | Atatürk - TÜRKİYE CUMHURİYETİ                   | 10 BİN LİRA - Clavel - Creciente lunar - año de acuñación                         |
| 25000 Liras Turcas                                         | 1995-2000 | Latón | 26,00         | 11,00     | Atatürk - TÜRKİYE CUMHURİYETİ                   | 25 BİN LİRA - Rosa - Creciente lunar - año de acuñación                           |
| 50000 Liras Turcas                                         | 1996-2000 | Latón | 28,00         | 11,70     | Atatürk - TÜRKİYE CUMHURİYETİ                   | 50 BİN LİRA - Hojarasca de plátano - Creciente lunar - año de acuñación           |
| 50000 Liras Turcas                                         | 2001      | Latón | 17,75         | 3,20      | Atatürk - TÜRKİYE CUMHURİYETİ                   | 50 BİN LİRA - Creciente lunar - año de acuñación                                  |
| 100000 Liras Turcas                                        | 1999-2000 | Latón | 21,00         | 4,60      | Atatürk - TÜRKİYE CUMHURİYETİ                   | 100 BİN LİRA - Creciente lunar - año de acuñación                                 |
| 250000 Liras Turcas (Docientas Cincuenta Mil Liras Turcas) | 2002      | Latón | 23,50         | 6,40      | Atatürk - TÜRKİYE CUMHURİYETİ                   | 250 BİN LİRA - Creciente lunar - año de acuñación                                 |

### Billetes
El Banco Imperial Otomano emitió por primera vez papel moneda conocido como kaime en 1862, en denominaciones de 200 kuruş. Los billetes tenían textos en turco y francés. En 1873 se añadieron billetes de 1, 2 y 5 liras. Más tarde, en 1876, se añadieron otros billetes de denominaciones más pequeñas de 1, 5, 10, 20, 50 y 100 kuruş. En 1908, se añadieron denominaciones de 50 y 100 liras.
Desde 1912, el Ministerio de Economía emitió papel moneda. Al principio los billetes se emitieron en denominaciones de 5 y 20 kuruş, ¼, ½, 1 y 5 liras, seguidos al año siguiente por billetes de 1 y 2½ kuruş, 10, 25, 50, 100 y 500 liras. En 1914 se añadieron los billetes de 1.000 liras y, en 1917, se emitieron sellos de correos a modo de dinero de 5 y 10 para que se adherían a un cartón.
En 1926, el Ministerio de Economía introdujo los primeros billetes en nombre de la República de Turquía en denominaciones de 1, 5, 10, 50, 100, 500 y 1.000 liras. Estos billetes fueron los últimos en imprimirse en francés y turco (con escritura árabe). Cada billete tenía el retrato de Mustafa Kemal Atatürk.
Entre 1937 y 1939, el Banco Central de Turquía introdujo nuevos billetes con textos en turco en alfabeto latino y con el retrato del presidente İsmet İnönü. Estos billetes tenían denominaciones de 2½, 5, 10, 50, 100, 500 y 1.000 liras. Los billetes de 1 lira se reintrodujeron en 1942, seguidos de los de 50 kuruş que no se habían emitido desde la II Guerra Mundial en 1944. Tras la guerra estas dos últimas emisiones fueron sustituidas por monedas.
A comienzos de la década de 1950, Atatürk volvió a aparecer en los billetes. En 1960 los billetes de 2½ liras se sustituyeron por monedas. Lo mismo ocurrió con los billetes de 5 liras en 1974 y 10 liras en 1981. Durante los años 80 y 90 se introdujeron billetes de denominaciones más altas: 5.000 liras en 1981, 10 000 liras en 1982, 20.000 liras en 1988, 50.000 liras en 1989, 100.000 liras en 1991, 250.000 liras en 1992, 500.000 liras en 1993, 1 millón de liras en 1995, 5 millones en 1997, 10 millones en 1999 y 20 millones en 2001.
Los billetes con denominaciones más altas del séptimo grupo de emisión (a partir de 250.000 liras) se pueden cambiar aún por billetes de nuevas liras (con el cambio de 1.000.000 a 1) en las oficinas de Banco Central de Turquía hasta el 31 de diciembre de 2015. Los billetes de 50.000 liras dejaron de cambiarse en noviembre de 2009 y los de 100.000 liras el 4 de noviembre de 2011.
| Denominación | Color predominante | Dimensiones  | Descripción del anverso                                                                   | Descripción del reverso                                               |
| ------------ | ------------------ | ------------ | ----------------------------------------------------------------------------------------- | --------------------------------------------------------------------- |
| 1 Lira       | Verde oliva        | 166 x 90 mm  | 1 LIVRE TURQUE - تورك ليراسي ١ - Parlamento turco - Ciudadela de Ankara - Granjero arando | 1 LIVRE TURQUE - تورك ليراسي ١ - Antiguo edificio del primer ministro |
| 5 Liras      | Azul               | 170 x 94 mm  | 5 LIVRES TURQUES - تورك ليراسي ٥ - Parlamento turco - Ciudadela de Ankara - Lobo gris     | 5 LIVRES TURQUES - تورك ليراسي ٥ - Puente en Ankara                   |
| 10 Liras     | Violeta            | 175 x 99 mm  | 10 LIVRES TURQUES - تورك ليراسي ١٠ - Atatürk                                              | 10 LIVRES TURQUES - تورك ليراسي ١٠ - Ciudadela de Ankara              |
| 50 Liras     | Marrón             | 185 x 108 mm | 50 LIVRES TURQUES - تورك ليراسي ٥٠ - Atatürk                                              | 50 LIVRES TURQUES - تورك ليراسي ٥٠ - Afyonkarahisar                   |
| 100 Liras    | Verde oliva        | 189 x 112 mm | 100 LIVRES TURQUES - تورك ليراسي ١٠٠ - Atatürk                                            | 100 - ١٠٠ - Aldea                                                     |
| 500 Liras    | Marrón             | 194 x 120 mm | 500 LIVRES TURQUES - تورك ليراسي ٥٠٠ - Atatürk - Gökmedrese de Sivas                      | 500 LIVRES TURQUES - تورك ليراسي ٥٠٠ - Sivas                          |
| 1000 Liras   | Azul               | 201 x 124 mm | 1000 LIVRES TURQUES - تورك ليراسي ١٠٠٠ - Atatürk                                          | 1000 LIVRES TURQUES - تورك ليراسي ١٠٠٠ - Ferrocarril de Sakarya       |

| Denominación      | Color predominante | Dimensiones | Descripción del anverso            | Descripción del reverso                                          |
| ----------------- | ------------------ | ----------- | ---------------------------------- | ---------------------------------------------------------------- |
| 5 Liras Turcas    | Violeta            | 135 x 60 mm | 5 - BEŞ TÜRK LİRASI - Atatürk      | 5 - BEŞ TÜRK LİRASI - Cascadas del río Manavgat                  |
| 10 Liras Turcas   | Verde              | 140 x 65 mm | 10 - ON TÜRK LİRASI - Atatürk      | 10 - ON TÜRK LİRASI - Torre de Leandro, Estambul                 |
| 20 Liras Turcas   | Rojo/Marrón        | 143 x 66 mm | 20 - YİRMİ TÜRK LİRASI - Atatürk   | 20 - YİRMİ TÜRK LİRASI - Anıtkabir, Ankara                       |
| 50 Liras Turcas   | Marrón             | 160 x 71 mm | 50 - ELLİ TÜRK LİRASI - Atatürk    | 50 - ELLİ TÜRK LİRASI - Fuente de mármol del Palacio de Topkapı  |
| 100 Liras Turcas  | Verde/Marrón       | 170 x 77 mm | 100 - YÜZ TÜRK LİRASI - Atatürk    | 100 - YÜZ TÜRK LİRASI - Monte Ararat                             |
| 500 Liras Turcas  | Azul/Verde oliva   | 170 x 80 mm | 500 - BEŞYÜZ TÜRK LİRASI - Atatürk | 500 TÜRK LİRASI - Puerta principal de la Universidad de Estambul |
| 1000 Liras Turcas | Violeta            | 170 x 82 mm | 1000 - BİN TÜRK LİRASI - Atatürk   | 1000 TÜRK LİRASI - Puente del Bósforo                            |

| Denominación                                               | Color predominante  | Dimensiones | Descripción del anverso                       | Descripción del reverso                                                         |
| ---------------------------------------------------------- | ------------------- | ----------- | --------------------------------------------- | ------------------------------------------------------------------------------- |
| 10 Liras Turcas                                            | Verde/Rosa          | 122 x 55 mm | 10 - ON TÜRK LİRASI - Atatürk                 | 10 - ON TÜRK LİRASI - Atatürk con estudiantes                                   |
| 100 Liras Turcas                                           | Rojo/Marrón         | 131 x 61 mm | 100 - YÜZ TÜRK LİRASI - Atatürk               | 100 - YÜZ TÜRK LİRASI - Mehmet Akif Ersoy - Casa natal - Himno turco            |
| 500 Liras Turcas (Quinientas Liras Turcas)                 | Azul                | 140 x 72 mm | 500 - BEŞYÜZ TÜRK LİRASI - Atatürk            | 500 - BEŞYÜZ TÜRK LİRASI - Torre del Reloj, Esmirna                             |
| 1000 Liras Turcas                                          | Violeta             | 140 x 72 mm | 1000 - BİN TÜRK LİRASI - Atatürk              | 1000 - BİN TÜRK LİRASI - Mehmed II - Antigua Estambul                           |
| 5000 Liras Turcas                                          | Marrón/Naranja/Azul | 140 x 72 mm | 5000 - BEŞ BİN TÜRK LİRASI - Atatürk          | 5000 TÜRK LIRASI - Mausoleo de Mevlevi, Konya                                   |
| 5000 Liras Turcas                                          | Marrón/Verde        | 146 x 72 mm | 5000 - BEŞ BİN TÜRK LİRASI - Atatürk          | 5000 TÜRK LIRASI - Mevlana                                                      |
| 5000 Liras Turcas                                          | Marrón/Verde        | 146 x 72 mm | 5000 - BEŞ BİN TÜRK LİRASI - Atatürk          | 5000 TÜRK LIRASI - Central térmica de Afşin                                     |
| 10000 Liras Turcas                                         | Violeta             | 170 x 82 mm | 10000 - ON BİN TÜRK LİRASI - Atatürk          | 10000 - ON BİN TÜRK LİRASI - Mimar Sinan - Mezquita de Selim, Edirne            |
| 20000 Liras Turcas                                         | Rojo/Violeta        | 152 x 76 mm | 20000 - YİRMİ BİN TÜRK LİRASI - Atatürk       | 20000 - YİRMİ BİN TÜRK LİRASI - Edificio del Banco Central de Turquía           |
| 50000 Liras Turcas                                         | Verde               | 152 x 76 mm | 50000 - ELLİ BİN TÜRK LİRASI - Atatürk        | 50000 - ELLİ BİN TÜRK LİRASI - Gran Asamblea Nacional de Turquía                |
| 100000 Liras Turcas                                        | Marrón/Verde        | 158 x 76 mm | 100000 - YÜZ BİN TÜRK LİRASI - Atatürk        | 100000 - YÜZ BİN TÜRK LİRASI - Atatürk con estudiantes                          |
| 250000 Liras Turcas (Docientas Cincuenta Mil Liras Turcas) | Azul                | 158 x 76 mm | 250000 - İKİYÜZELLİ BİN TÜRK LİRASI - Atatürk | 250000 - İKİYÜZELLİ BİN TÜRK LİRASI - Torre Roja, Alanya                        |
| 500000 Liras Turcas (Quinientas Mil Liras Turcas)          | Violeta             | 160 x 76 mm | 500000 - BEŞYÜZ BİN TÜRK LİRASI - Atatürk     | 500000 - BEŞYÜZ BİN TÜRK LİRASI - Monumento a la Batalla de Galípoli, Çanakkale |
| 1000000 Liras Turcas                                       | Rojo/Azul/Verde     | 160 x 76 mm | 1000000 - BİR MİLYON TÜRK LİRASI - Atatürk    | 1000000 - BİR MİLYON TÜRK LİRASI - Presa de Atatürk                             |
| 5000000 Liras Turcas                                       | Amarillo            | 162 x 76 mm | 5000000 - BEŞ MİLYON TÜRK LİRASI - Atatürk    | 5000000 - BEŞ MİLYON TÜRK LİRASI - Anıtkabir, Ankara                            |
| 10000000 Liras Turcas                                      | Rojo                | 162 x 76 mm | 10000000 - ON MİLYON TÜRK LİRASI - Atatürk    | 10000000 - ON MİLYON TÜRK LİRASI - Mapa de Piri Reis                            |
| 20000000 Liras Turcas                                      | Verde               | 162 x 76 mm | 20000000 - YİRMİ MİLYON TÜRK LİRASI - Atatürk | 20000000 - YİRMİ MİLYON TÜRK LİRASI - Ruinas de Éfeso                           |

## Nueva lira, 2005-presente
A finales de diciembre de 2003, la Gran Asamblea Nacional de Turquía aprobó una ley que permitía eliminar seis ceros de la lira para crear una nueva moneda. El 1 de enero de 2005 se introdujo esta nueva moneda que sustituía a la primera lira (que estuvo en circulación hasta finales de 2005) con una tasa de cambio de 1 millón de liras antiguas (código ISO 4217: TRL) por una nueva lira.
Durante el periodo de transición, entre el 1 de enero de 2005 y el 31 de diciembre de 2008, esta moneda fue nombrada de forma oficial como "nueva lira turca" (en turco: yeni türk lirası y abreviada como YTL. Esta lira está dividida en 100 kuruş nuevos (en turco: yeni kuruş). Finalmente el 1 de enero de 2009, la palabra "nuevo/a" se eliminó de todas las monedas y billetes, llamándose de nuevo "lira turca" de forma oficial, y abreviada como TL.

### Monedas

#### 2005-2008
Durante el periodo de transición, entre el 1 de enero de 2005 y el 31 de diciembre de 2008, la lira era conocida como "nueva lira turca". En 2005 se introdujeron las nuevas monedas en denominaciones de 1, 5, 10, 25 y 50 kuruş nuevos y 1 nueva lira.
| Imagen | Denominación                  | Metal    | Metal    | Diámetro (mm) | Peso (g) | Grosor (mm) | Canto                | Anverso                       | Reverso                                                 |
| Imagen | Denominación                  | Anillo   | Centro   | Diámetro (mm) | Peso (g) | Grosor (mm) | Canto                | Anverso                       | Reverso                                                 |
| ------ | ----------------------------- | -------- | -------- | ------------- | -------- | ----------- | -------------------- | ----------------------------- | ------------------------------------------------------- |
|        | 1 Nuevo Kurush                | Cu+Zn    | Cu+Zn    | 17,00         | 2,70     | 1,35        | Liso                 | Atatürk - TÜRKİYE CUMHURİYETİ | 1 YENİ KURUŞ - Creciente lunar - año de acuñación       |
|        | 5 Nuevos Kurush               | Cu+Ni+Zn | Cu+Ni+Zn | 17,00         | 2,95     | 1,65        | Liso                 | Atatürk - TÜRKİYE CUMHURİYETİ | 5 YENİ KURUŞ - Creciente lunar - año de acuñación       |
|        | 10 Nuevos Kurush              | Cu+Ni+Zn | Cu+Ni+Zn | 19,25         | 3,85     | 1,70        | Liso                 | Atatürk - TÜRKİYE CUMHURİYETİ | 10 YENİ KURUŞ - Creciente lunar - año de acuñación      |
|        | 25 Nuevos Kurush              | Cu+Ni+Zn | Cu+Ni+Zn | 21,50         | 5,30     | 1,90        | Estriado             | Atatürk - TÜRKİYE CUMHURİYETİ | 25 YENİ KURUŞ - Creciente lunar - año de acuñación      |
|        | 50 Nuevos Kurush              | Cu+Ni+Zn | Cu+Ni    | 23,85         | 7,00     | 1,90        | Estriado             | Atatürk - TÜRKİYE CUMHURİYETİ | 50 YENİ KURUŞ - Creciente lunar - año de acuñación      |
|        | 1 Nueva Lira (Una Nueva Lira) | Cu+Ni    | Cu+Ni+Zn | 26,15         | 8,50     | 1,95        | Estriado discontinuo | Atatürk - TÜRKİYE CUMHURİYETİ | 1 YENİ TÜRK LİRASI - Creciente lunar - año de acuñación |

#### 2009-presente
Desde el 1 de enero de 2009 la palabra "nuevo/a" se ha eliminado de todas las monedas. Como consecuencia, se ha introducido una nueva serie de monedas con nuevos diseños y algunos cambios en las aleaciones de las monedas de 50 kuruş y 1 lira.
| Imagen | Imagen | Denominación            | Metal    | Metal    | Diámetro (mm) | Peso (g) | Grosor (mm) | Canto        | Anverso                       | Reverso |
| Imagen | Imagen | Denominación            | Anillo   | Centro   | Diámetro (mm) | Peso (g) | Grosor (mm) | Canto        | Anverso                       | Reverso |
| ------ | ------ | ----------------------- | -------- | -------- | ------------- | -------- | ----------- | ------------ | ----------------------------- | --- |
|        |        | 1 Kurush                | Cu+Zn    | Cu+Zn    | 16,50         | 2,20     | 1,35        | Liso         | Atatürk - TÜRKİYE CUMHURİYETİ | 1 KURUŞ - Tulipanes - Creciente lunar - año de acuñación                                                              |
|        |        | 5 Kurush                | Cu+Ni+Zn | Cu+Ni+Zn | 17,50         | 2,90     | 1,65        | Liso         | Atatürk - TÜRKİYE CUMHURİYETİ | 5 KURUŞ - Creciente lunar - año de acuñación                                                                          |
|        |        | 10 Kurush               | Cu+Ni+Zn | Cu+Ni+Zn | 18,50         | 3,15     | 1,65        | Liso         | Atatürk - TÜRKİYE CUMHURİYETİ | 10 KURUŞ - Creciente lunar - año de acuñación                                                                         |
|        |        | 25 Kurush               | Cu+Ni+Zn | Cu+Ni+Zn | 20,50         | 4,00     | 1,65        | Estriado     | Atatürk - TÜRKİYE CUMHURİYETİ | 25 KURUŞ - Creciente lunar - año de acuñación                                                                         |
|        |        | 50 Kurush               | Cu+Ni    | Cu+Ni+Zn | 23,85         | 6,80     | 1,90        | Estriado     | Atatürk - TÜRKİYE CUMHURİYETİ | 50 KURUŞ - Puente del Bósforo - Mapa de las partes europea y asiática de Turquía - Creciente lunar - año de acuñación |
|        |        | 1 Lira (Una Lira Turca) | Cu+Ni+Zn | Cu+Ni    | 26,15         | 8,20     | 1,95        | T.C. Tulipán | Atatürk - TÜRKİYE CUMHURİYETİ | 1 TÜRK LİRASI - Creciente lunar - año de acuñación                                                                    |

### Billetes

#### 2005-2008
Durante este período, se emitieron los billetes del octavo grupo de emisión denominados en nuevas liras. Sus denominaciones fueron de 1, 5, 10, 20, 50 y 100 liras nuevas. Mientras que las primeras cuatro denominaciones fueron sustituyendo a los antiguos billetes, los únicos billetes que no tenían equivalencia en la nueva moneda eran los de 50 y 100 liras. Todos los billetes tienen un diseño similar al de las series anteriores, en el que aparece Mustafa Kemal Atatürk en distintas etapas de su vida y las imágenes de varios edificios importantes y lugares históricos de Turquía.
| Imagen del anverso | Imagen del reverso | Denominación                              | Color predominante | Dimensiones | Descripción del anverso                                                                     | Descripción del reverso                                                                                          |
| ------------------ | ------------------ | ----------------------------------------- | ------------------ | ----------- | ------------------------------------------------------------------------------------------- | --- |
|                    |                    | 1 Nueva Lira Turca (Una Nueva Lira Turca) | Granate/Azul       | 160 x 76 mm | 1 - BİR YENİ TÜRK LİRASI - Atatürk - TÜRKİYE CUMHURİYET MERKEZ BANKASI                      | 1 - BİR YENİ TÜRK LİRASI - Presa de Atatürk, en el sudeste de Anatolia - TÜRKİYE CUMHURİYET MERKEZ BANKASI       |
|                    |                    | 5 Nuevas Liras Turcas                     | Amarillo           | 162 x 76 mm | 5 - BEŞ YENİ TÜRK LİRASI - Atatürk - TÜRKİYE CUMHURİYET MERKEZ BANKASI                      | 5 - BEŞ YENİ TÜRK LİRASI - Mausoleo de Anıtkabir, en Ankara - TÜRKİYE CUMHURİYET MERKEZ BANKASI                  |
|                    |                    | 10 Nuevas Liras Turcas                    | Rojo               | 162 x 76 mm | 10 - ON YENİ TÜRK LİRASI - Atatürk - Bandera de Turquía - TÜRKİYE CUMHURİYET MERKEZ BANKASI | 10 - ON YENİ TÜRK LİRASI - Mapa de Piri Reis - TÜRKİYE CUMHURİYET MERKEZ BANKASI                                 |
|                    |                    | 20 Nuevas Liras Turcas                    | Verde              | 162 x 76 mm | 20 - YİRMİ YENİ TÜRK LİRASI - Atatürk - TÜRKİYE CUMHURİYET MERKEZ BANKASI                   | 20 - YİRMİ YENİ TÜRK LİRASI - Ruinas de Éfeso - TÜRKİYE CUMHURİYET MERKEZ BANKASI                                |
|                    |                    | 50 Nuevas Liras Turcas                    | Naranja            | 152 x 81 mm | 50 - ELLİ YENİ TÜRK LİRASI - Atatürk - TÜRKİYE CUMHURİYET MERKEZ BANKASI                    | 50 - ELLİ YENİ TÜRK LİRASI - Capadocia - TÜRKİYE CUMHURİYET MERKEZ BANKASI                                       |
|                    |                    | 100 Nuevas Liras Turcas                   | Azul               | 158 x 81 mm | 100 - YÜZ YENİ TÜRK LİRASI - Atatürk - TÜRKİYE CUMHURİYET MERKEZ BANKASI                    | 100 - YÜZ YENİ TÜRK LİRASI - Palacio de Ishak Pasha, en la provincia de Ağrı - TÜRKİYE CUMHURİYET MERKEZ BANKASI |

#### 2009-presente
El 1 de enero de 2009 entró en circulación el noveno grupo de emisión. La serie anterior será de curso legal hasta el 31 de diciembre de 2009, aunque pasada esta fecha los billetes podrán cambiarse en las distintas oficinas del Banco Central hasta el 31 de diciembre de 2019. Todos los billetes de esta nueva serie eliminan la palabra "nuevo/a" de la denominación, e incluyen un nuevo billete de 200 liras. Los nuevos billetes tienen distintos tamaños para prevenir la falsificación. Otro cambio ha sido sustituir los lugares y edificios históricos turcos de los reversos por personalidades ilustres del país.
| Billetes actuales de lira turca | Billetes actuales de lira turca | Billetes actuales de lira turca            | Billetes actuales de lira turca | Billetes actuales de lira turca | Billetes actuales de lira turca | Billetes actuales de lira turca | Billetes actuales de lira turca | Billetes actuales de lira turca |
| Imagen                          | Imagen                          | Denominación                               | Color principal                 | Dimensiones                     | Descripción                     | Descripción | Descripción                     | Fecha de emisión                |
| Anverso                         | Reverso                         | Denominación                               | Color principal                 | Dimensiones                     | Anverso                         | Reverso | Marca de Agua                   | Fecha de emisión                |
| ------------------------------- | ------------------------------- | ------------------------------------------ | ------------------------------- | ------------------------------- | ------------------------------- | --- | ------------------------------- | ------------------------------- |
|                                 |                                 | 5 Liras Turcas                             | Marrón                          | 130 x 64 mm                     | Mustafa Kemal Atatürk           | Aydın Sayılı: Sistema solar, átomo, cueva antigua, hélice ADN-Z zurda.                                                                               | Mustafa Kemal Atatürk, valor    | 1 de enero de 2009              |
|                                 |                                 | 5 Liras Turcas                             | Morado                          | 130 x 64 mm                     | Mustafa Kemal Atatürk           | Aydın Sayılı: Sistema solar, átomo, cueva antigua, hélice ADN-Z zurda.                                                                               | Mustafa Kemal Atatürk, valor    | 8 de abril de 2013              |
|                                 |                                 | 10 Liras Turcas                            | Rojo rosado                     | 136 x 64 mm                     | Mustafa Kemal Atatürk           | Cahit Arf: Arf invariante, series aritméticas, ábaco, secuencia binaria.                                                                             | Mustafa Kemal Atatürk, valor    | 1 de enero de 2009              |
|                                 |                                 | 20 Liras Turcas                            | Verde                           | 142 x 68 mm                     | Mustafa Kemal Atatürk           | Arquitecto Kemaleddin: Edificio principal de la Universidad de Gazi, acueducto, motivo circular y cubo-globo-cilindro que simboliza la arquitectura. | Mustafa Kemal Atatürk, valor    | 1 de enero de 2009              |
|                                 |                                 | 50 Liras Turcas                            | Naranja                         | 148 x 68 mm                     | Mustafa Kemal Atatürk           | Fatma Aliye Topuz: Flor y figuras literarias. | Mustafa Kemal Atatürk, valor    | 1 de enero de 2009              |
|                                 |                                 | 100 Liras Turcas                           | Azul                            | 154 x 72 mm                     | Mustafa Kemal Atatürk           | Buhurizade Itri: Notas musicales, instrumentos y figura mevleví.                                                                                     | Mustafa Kemal Atatürk, valor    | 1 de enero de 2009              |
|                                 |                                 | 200 Liras Turcas (Doscientas Liras Turcas) | Violeta                         | 160 x 72 mm                     | Mustafa Kemal Atatürk           | Yunus Emre: Mausoleo de Yunus, rosa, paloma y la línea "Sevelim, sevilelim" (Amemos, seamos amados)                                                  | Mustafa Kemal Atatürk, valor    | 1 de enero de 2009              |

### La nueva lira turca como divisa de la República Turca del Norte de Chipre
Tras la división de la isla en 1974, los turco-chipriotas adoptaron la Lira turca pero la Libra chipriota fue legal hasta mayo de 1983. Actualmente el Euro es considerado una moneda extranjera sujeta a las regulaciones del cambio pero es usada en el Mercado paralelo junto a la libra esterlina y al dólar de Estados Unidos.
Las autoridades del Banco Central de la República Turca del Norte de Chipre difunde diariamente los índices de cambio basados sobre los datos provistos por el Banco Central de Turquía. Como consecuencia de la alta inflación de Turquía, la depreciación fue importada al norte de Chipre. Fueron particulares las dificultades en el año 1994, cuando la Lira Turca perdió la mitad de su valor en dólares. Esto hizo evaluar a la República Turca del Norte de Chipre adoptar una moneda más estable.